# Dent de Lys
La dent de Lys est un sommet des Préalpes fribourgeoises (Alpes bernoises), situé dans le canton de Fribourg, en Suisse.

## Géographie

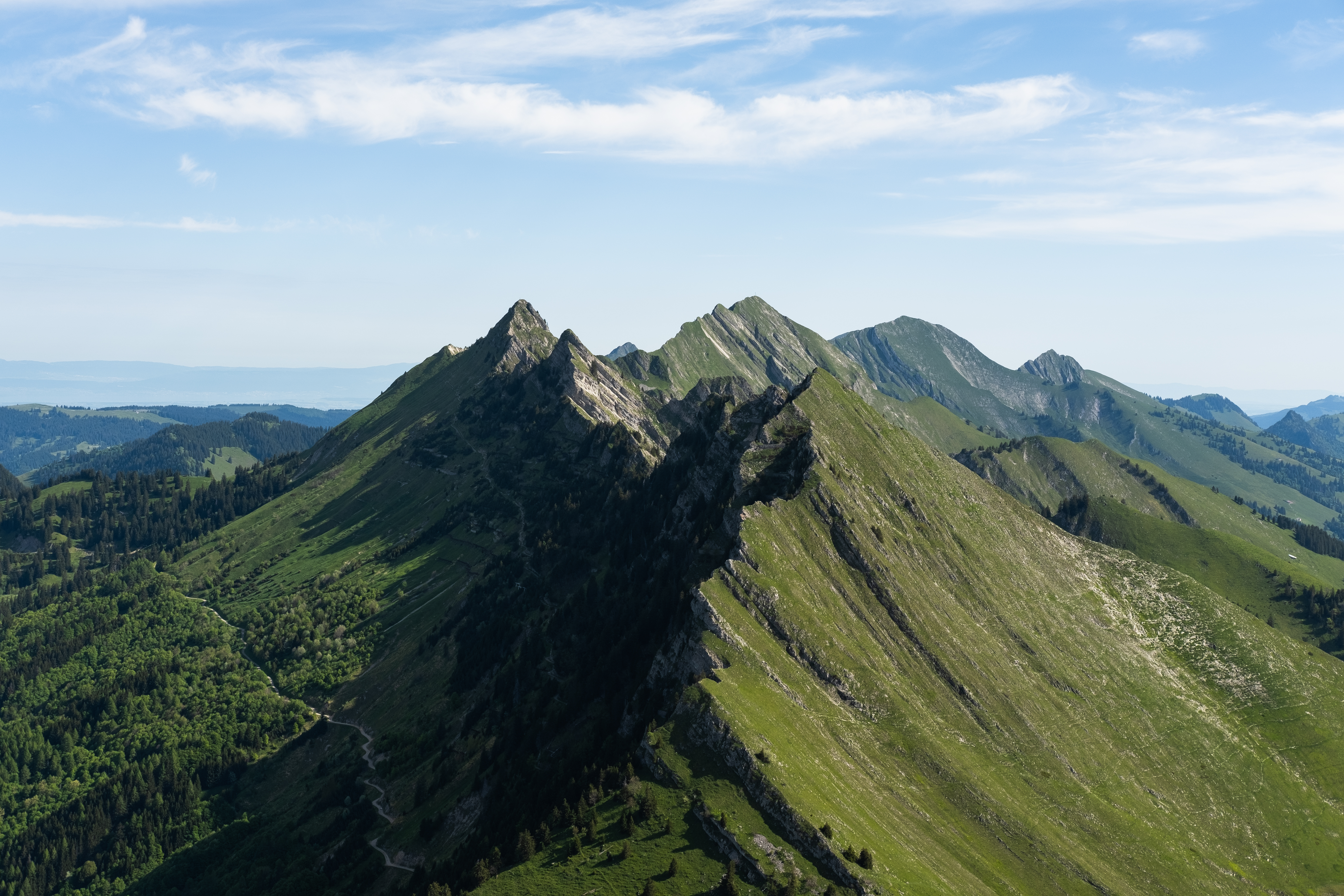
La crête entre la Cape au Moine et la dent de Lys vue depuis la dent de Jaman.

La dent de Lys culmine à 2 013 m d'altitude et marque la frontière entre les communes de Châtel-Saint-Denis à l'ouest et du Haut-Intyamon à l'est. Dans son prolongement sud, on trouve Folliu Borna (1 849 m), le Vanil des Artses (1 991 m), la Cape au Moine (1 941 m), la dent de Jaman (1 874 m) et finalement les rochers de Naye (2 042 m).

## Ascension
Le col de Lys (1 783 m) permet son ascension par les randonneurs et les skieurs depuis ses versants oriental et occidental. La dernière partie, sur la ligne de crête, peut présenter quelques difficultés, particulièrement pour les personnes sujettes au vertige. Des chaînes ont été fixées dans la roche afin d'aider les randonneurs dans les passages délicats.
Le 25 mars 1940, une cordée dévisse à la dent de Lys et trois personnes trouvent la mort. L’unique survivant, l’abbé Marcel Menétrey, qui vouait un culte particulier à Marguerite Bays, affirme avoir été sauvé grâce à l’invocation de la dévote.
Encore aujourd'hui, aux environs du sommet, on trouve des croix mortuaires portant les noms des victimes décédées lors de l'ascension.

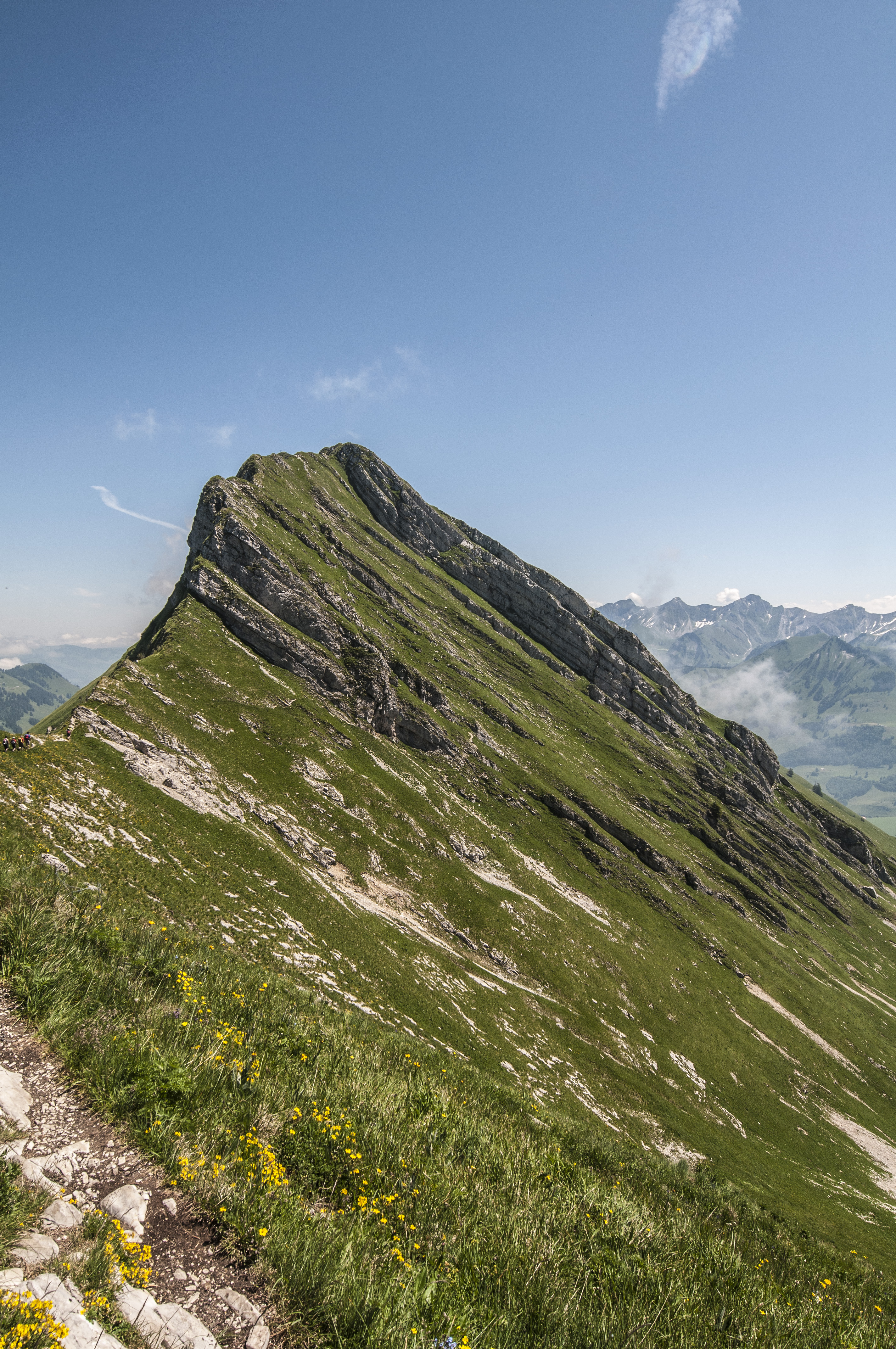
Vue depuis la crête